# Communauté d’agglomération Villefranche Beaujolais Saône
Die Communauté d’agglomération Villefranche Beaujolais Saône ist ein französischer Gemeindeverband mit Rechtsform einer Communauté d’agglomération in den Départements Ain und Rhône. Er erstreckt sich am Westufer der Saône im Beaujolais rund um die Stadt Villefranche-sur-Saône, die gleichzeitig Verwaltungssitz ist. Eine weitere Gemeinde vom gegenüberliegenden Saône-Ufer und aus dem Département Ain, Jassans-Riottier, gehört ebenfalls dazu. Der Gemeindeverband besteht aktuell aus 18 Gemeinden und zählt 73.717 Einwohner (Stand 2022) auf einer Fläche von 167,66 km², sein Präsident ist Daniel Faurite.

## Historische Entwicklung
Die Bildung der heutigen communauté d’agglomération erfolgte in mehreren Schritten und begann 1962 als district de Villefranche mit der Stadt und drei weiteren Nachbargemeinden (Arnas, Gleizé und Limas). In den darauffolgenden Jahrzehnten erweiterte sich das Aufgabenspektrum des districts, bis es 2002 in eine Communauté de communes umgewandelt wurde. Wenige Jahre später, am 1. Januar 2006, erlaubte die gestiegene Bevölkerungszahl den Übergang zur nächsthöheren Rechtsform, der Communauté d’agglomération de Villefranche (rot unterlegte Gemeinden in der Grafik zur Zusammensetzung und Fusion). Erst Anfang 2014 entstand dabei der aktuelle Umfang, als die Communauté d’agglomération mit den beiden Nachbarverbänden Communautés de communes Beaujolais Nizerand Morgon (blau) und Communautés de communes Beaujolais Vauxonne (grün) eine Fusion einging und vier weitere Einzelgemeinden aufnahm. Bei dieser Gelegenheit entstand der Name Villefranche Beaujolais Saône.
Mit Wirkung vom 1. Januar 2019 gingen die ehemalige Gemeinde Jarnioux und die Commune nouvelle Porte des Pierres Dorées in die neue, gleichnamige Commune nouvelle Porte des Pierres Dorées (Communauté de communes Beaujolais Pierres Dorées) auf. Dadurch verringerten sich Einwohnerzahl und Gesamtfläche des Verbands sowie die Anzahl der Mitgliedsgemeinden auf 18.

## Aufgaben
Der Gemeindeverband nimmt ein weites Spektrum von Aufgaben wahr. Zu den vorgeschriebenen Kompetenzen gehören die Entwicklung und Förderung wirtschaftlicher Aktivitäten und des Tourismus sowie die Raumplanung auf Basis eines Schéma de Cohérence Territoriale. Der Gemeindeverband bestimmt die Wohnungsbaupolitik. In Umweltbelangen betreibt er die Wasserversorgung, Abwasserentsorgung, die Müllabfuhr und ‑entsorgung und ist allgemein für den Immissionsschutz zuständig. Er betreibt außerdem die Straßenmeisterei, öffentliche Parkplätze, die Rettungsdienste und den öffentlichen Nahverkehr. Zusätzlich baut und unterhält der Verband Kultur- und Sporteinrichtungen und fördert Veranstaltungen in diesen Bereichen.

## Mitgliedsgemeinden
Folgende Gemeinden gehören der Communauté d’agglomération Villefranche Beaujolais Saône an:
| Gemeinde                                                 | Einwohner 1. Januar 2022 | Fläche km² | Dichte Einw./km² | Code INSEE | Postleitzahl | Département |
| -------------------------------------------------------- | ------------------------ | ---------- | ---------------- | ---------- | ------------ | ----------- |
| Arnas                                                    | 4.408                    | 17,52      | 252              | 69013      | 69400        | Rhône       |
| Blacé                                                    | 1.692                    | 11,00      | 154              | 69023      | 69460        | Rhône       |
| Cogny                                                    | 1.198                    | 5,83       | 205              | 69061      | 69640        | Rhône       |
| Denicé                                                   | 1.574                    | 9,53       | 165              | 69074      | 69640        | Rhône       |
| Gleizé                                                   | 7.824                    | 10,46      | 748              | 69092      | 69400        | Rhône       |
| Jassans-Riottier                                         | 6.315                    | 4,81       | 1.313            | 01194      | 01480        | Ain         |
| Lacenas                                                  | 1.029                    | 3,36       | 306              | 69105      | 69640        | Rhône       |
| Le Perréon                                               | 1.496                    | 14,58      | 103              | 69151      | 69460        | Rhône       |
| Limas                                                    | 4.749                    | 5,52       | 860              | 69115      | 69400        | Rhône       |
| Montmelas-Saint-Sorlin                                   | 530                      | 4,24       | 125              | 69137      | 69640        | Rhône       |
| Rivolet                                                  | 588                      | 16,30      | 36               | 69167      | 69640        | Rhône       |
| Saint-Cyr-le-Chatoux                                     | 156                      | 6,28       | 25               | 69192      | 69870        | Rhône       |
| Saint-Étienne-des-Oullières                              | 2.236                    | 9,66       | 231              | 69197      | 69460        | Rhône       |
| Saint-Julien                                             | 936                      | 6,89       | 136              | 69215      | 69640        | Rhône       |
| Salles-Arbuissonnas-en-Beaujolais                        | 789                      | 4,35       | 181              | 69172      | 69460        | Rhône       |
| Vaux-en-Beaujolais                                       | 1.153                    | 17,74      | 65               | 69257      | 69460        | Rhône       |
| Villefranche-sur-Saône                                   | 36.224                   | 9,48       | 3.821            | 69264      | 69400        | Rhône       |
| Ville-sur-Jarnioux                                       | 820                      | 10,11      | 81               | 69265      | 69640        | Rhône       |
| Communauté d’agglomération Villefranche Beaujolais Saône | 73.717                   | 167,66     | 440              | –          | –            | –           |